# Кибэнк-центр
Кибэнк-центр (англ. KeyBank Center) — многофункциональная крытая арена в Буффало, Нью-Йорк, США. Является домашней для команды «Баффало Сейбрз» из НХЛ. Была открыта 21 сентября 1996 года, чтобы заменить «Buffalo Memorial Auditorium». Первоначально планировалось, что арена будет называться «Crossroads Arena». До того, как на арене прошла первая игра, права на название были проданы Marine Midland Bank, отделению банковской группы HSBC и арена была переименована в «Marine Midland Arena». В 1999 году арена была переименована в «HSBC-арена».
В 2011 году First Niagara Financial Group купила банковскую сеть HSBC в Коннектикуте и северной части штата Нью-Йорк. Так как права на название арены не входили в сделку, First Niagara, HSBC и «Баффало Сейбрз» договорились о новом соглашении о продаже прав на название стадиона. Летом этого же года арена была переименована в «Фёрст Ниагара-центр». Новый договор аренды рассчитан на 15 лет, почти на столько же, сколько оставалось у договора аренды HSBC. В 2016 году арена была переименована в «Кибэнк-центр».